# Cooper (Maine)
Cooper és un poble del Comtat de Washington (Maine) als Estats Units d'Amèrica.

## Demografia
Segons el Cens dels Estats Units del 2000 Cooper tenia 145 habitants, tenia 145 habitants, 56 habitatges, i 42 famílies. La densitat de població era d'1,8 habitants per km².
Dels 56 habitatges en un 33,9% hi vivien nens de menys de 18 anys, en un 60,7% hi vivien parelles casades, en un 3,6% dones solteres, i en un 25% no eren unitats familiars. En el 19,6% dels habitatges hi vivien persones soles el 5,4% de les quals corresponia a persones de 65 anys o més que vivien soles. El nombre mitjà de persones vivint en cada habitatge era de 2,59 i el nombre mitjà de persones que vivien en cada família era de 2,93.
Per edats la població es repartia de la següent manera: un 24,8% tenia menys de 18 anys, un 6,9% entre 18 i 24, un 29% entre 25 i 44, un 26,9% de 45 a 60 i un 12,4% 65 anys o més.
L'edat mediana era de 40 anys. Per cada 100 dones de 18 o més anys hi havia 105,7 homes.
La renda mediana per habitatge era de 33.125 $ i la renda mediana per família de 41.042 $. Els homes tenien una renda mediana de 26.563 $ mentre que les dones 30.417 $. La renda per capita de la població era de 14.353 $. Entorn del 5,4% de les famílies i el 8,8% de la població estaven per davall del llindar de pobresa.